# حسن‌آباد (صالح‌آباد)
 حسن‌آباد، روستایی است از توابع بخش جنت‌آباد شهرستان صالح‌آباد در استان خراسان رضوی.
این روستا در دهستان جنت آباد قرار دارد و بر اساس سرشماری ۱٣٩٧جمعیت آن (۱۰۶خانوار) ۵۱۰نفر 
بوده است.